# Miconia bailloniana
Miconia bailloniana är en tvåhjärtbladig växtart som beskrevs av James Francis Macbride. Miconia bailloniana ingår i släktet Miconia och familjen Melastomataceae. IUCN kategoriserar arten globalt som nära hotad. Inga underarter finns listade i Catalogue of Life.